# Nazionale maschile di hockey su pista di Macao
La nazionale di hockey su pista di Macao è la selezione maschile di hockey su pista che rappresenta Macao in ambito internazionale.

Attiva dal 1984, opera sotto la giurisdizione della Federazione di pattinaggio di Macao.

Al 31 dicembre 2015 occupa il 29º posto nel ranking  FIRS.

## Palmares
Roller Hockey Asia Cup: 9 (record)
-  1º posto: 1987, 1991, 1997, 2004, 2005, 2007, 2009, 2012, 2014
-  2º posto: 1989, 1995, 2001
-  3º posto: 1999

## Risultati

### Campionato del mondo
| Edizione | Sede/i                         | Piazzamento      | G | V | N | P |      |
| 1936     | Stoccarda                      | Non partecipante | - | - | - | - | n.d. |
| 1939     | Montreux                       | Non partecipante | - | - | - | - | n.d. |
| 1947     | Lisbona                        | Non partecipante | - | - | - | - | n.d. |
| 1948     | Montreux                       | Non partecipante | - | - | - | - | n.d. |
| 1949     | Lisbona                        | Non partecipante | - | - | - | - | n.d. |
| 1950     | Milano                         | Non partecipante | - | - | - | - | n.d. |
| 1951     | Barcellona                     | Non partecipante | - | - | - | - | n.d. |
| 1952     | Porto                          | Non partecipante | - | - | - | - | n.d. |
| 1953     | Ginevra                        | Non partecipante | - | - | - | - | n.d. |
| 1954     | Barcellona                     | Non partecipante | - | - | - | - | n.d. |
| 1955     | Milano                         | Non partecipante | - | - | - | - | n.d. |
| 1956     | Porto                          | Non partecipante | - | - | - | - | n.d. |
| 1958     | Porto                          | Non partecipante | - | - | - | - | n.d. |
| 1960     | Madrid                         | Non partecipante | - | - | - | - | n.d. |
| 1962     | Santiago del Cile              | Non partecipante | - | - | - | - | n.d. |
| 1964     | Barcellona                     | Non partecipante | - | - | - | - | n.d. |
| 1966     | San Paolo                      | Non partecipante | - | - | - | - | n.d. |
| 1968     | Porto                          | Non partecipante | - | - | - | - | n.d. |
| 1970     | San Juan                       | Non partecipante | - | - | - | - | n.d. |
| 1972     | La Coruña                      | Non partecipante | - | - | - | - | n.d. |
| 1974     | Lisbona                        | Non partecipante | - | - | - | - | n.d. |
| 1976     | Oviedo                         | Non partecipante | - | - | - | - | n.d. |
| 1978     | San Juan                       | Non partecipante | - | - | - | - | n.d. |
| 1980     | Talcahuano e Santiago del Cile | Non partecipante | - | - | - | - | n.d. |
| 1982     | Barcelos e Lisbona             | Non partecipante | - | - | - | - | n.d. |
| 1984     | Novara                         | Non partecipante | - | - | - | - | n.d. |
| 1986     | Sertãozinho                    | Non partecipante | - | - | - | - | n.d. |
| 1988     | La Coruña                      | Non partecipante | - | - | - | - | n.d. |
| 1989     | San Juan                       | Non partecipante | - | - | - | - | n.d. |
| 1991     | Braga e Porto                  | Non partecipante | - | - | - | - | n.d. |
| 1993     | Bassano, Lodi e Sesto S.G.     | Non partecipante | - | - | - | - | n.d. |
| 1995     | Recife                         | Non partecipante | - | - | - | - | n.d. |
| 1997     | Wuppertal                      | Non partecipante | - | - | - | - | n.d. |
| 1999     | Reus                           | Non partecipante | - | - | - | - | n.d. |
| 2001     | San Juan                       | Non partecipante | - | - | - | - | n.d. |
| 2003     | Oliveira de Azeméis            | Non partecipante | - | - | - | - | n.d. |
| 2005     | San Jose                       | 16º posto        | 6 | 0 | 0 | 6 | Rosa |
| 2007     | Montreux                       | Non partecipante | - | - | - | - | n.d. |
| 2009     | Pontevedra e Vigo              | Non partecipante | - | - | - | - | n.d. |
| 2011     | San Juan                       | Non partecipante | - | - | - | - | n.d. |
| 2013     | Luanda e Namibe                | Non partecipante | - | - | - | - | n.d. |
| 2015     | La Roche-sur-Yon               | Non partecipante | - | - | - | - | n.d. |

### Campionato del mondo B
| Edizione | Sede/i            | Piazzamento      | G  | V | N | P |      |
| 1984     | Parigi            | 9º posto         | 10 | 1 | 1 | 8 | Rosa |
| 1986     | Città del Messico | Non partecipante | -  | - | - | - | n.d. |
| 1988     | Bogotà            | 11º posto        | 10 | 1 | 1 | 8 | Rosa |
| 1990     | Macao             | 6º posto         | 9  | 7 | 0 | 2 | Rosa |
| 1992     | Andorra la Vella  | 5º posto         | 7  | 3 | 2 | 2 | Rosa |
| 1994     | Santiago del Cile | 10º posto        | 7  | 2 | 0 | 5 | Rosa |
| 1996     | Veracruz          | 12º posto        | 9  | 2 | 0 | 7 | Rosa |
| 1998     | Macao             | 5º posto         | 6  | 4 | 1 | 1 | Rosa |
| 2000     | Chatham           | 11º posto        | 5  | 1 | 1 | 3 | Rosa |
| 2002     | Montevideo        | 6º posto         | 5  | 1 | 1 | 3 | Rosa |
| 2004     | Macao             | 4º posto         | 7  | 5 | 0 | 2 | Rosa |
| 2006     | Montevideo        | 4º posto         | 6  | 4 | 1 | 1 | Rosa |
| 2008     | Vanderbijlpark    | 7º posto         | 6  | 2 | 0 | 4 | Rosa |
| 2010     | Dornbirn          | 5º posto         | 8  | 5 | 0 | 3 | Rosa |
| 2012     | Canelones         | 6º posto         | 8  | 4 | 0 | 4 | Rosa |
| 2014     | Canelones         | 6º posto         | 6  | 2 | 0 | 4 | Rosa |

### Roller Hockey Asia Cup
| Edizione | Sede/i    | Piazzamento      | G | V | N | P |      |
| 1987     | Suwon     | Campione         | 5 | 5 | 0 | 0 | Rosa |
| 1989     | ?         | 2º posto         | ? | ? | ? | ? | Rosa |
| 1991     | Macao     | Campione         | 6 | 6 | 0 | 0 | Rosa |
| 1995     | Nagano    | 2º posto         | 6 | 5 | 0 | 1 | Rosa |
| 1997     | Gangneung | Campione         | ? | ? | ? | ? | Rosa |
| 1999     | Shanghai  | 3º posto         | ? | ? | ? | ? | Rosa |
| 2001     | Taitung   | 2º posto         | ? | ? | ? | ? | Rosa |
| 2004     | Akita     | Campione         | 5 | 5 | 0 | 0 | Rosa |
| 2005     | Jeonju    | Campione         | 5 | 5 | 0 | 0 | Rosa |
| 2007     | Calcutta  | Campione         | 6 | 6 | 0 | 0 | Rosa |
| 2009     | Dalian    | Campione         | 3 | 2 | 1 | 0 | Rosa |
| 2010     | Taipei    | Non partecipante | - | - | - | - | n.d. |
| 2012     | Hefei     | Campione         | 6 | 6 | 0 | 0 | Rosa |
| 2014     | Haining   | Campione         | 5 | 5 | 0 | 0 | Rosa |